# Cattania kattingeri
Cattania kattingeri е вид охлюв от семейство Helicidae. Видът не е застрашен от изчезване.

## Разпространение
Разпространен е в България и Гърция.